# Битка на Кабелната улица
Битката на Кабелната улица (на английски: Battle of Cable Street или Cable Street Riot) е схватка между черноризците от Британския съюз на фашистите и националсоциалистите от една страна и антифашистки настроени демонстранти, издигнали барикада на малка лондонска уличка и готови до последно да отстояват позицията си на нея.
Битката се разиграва на 4 октомври 1936 г. Колона манифестиращи активисти на Британския ъюз на фашистите и националсоциалистите, предвождана от Освалд Мозли се опитва да премине през малката уличка в Ист Енд – един от най-бедните райони в британската столица, намиращ се в Източен Лондон, където живеят много евреи. За да се противопоставят на разрешения поход по предварително уточнения маршрут, по улиците на Източен Лондон излизат няколко хиляди (броят им е увеличен от либералната и лява британска преса впоследствие на 300 хил., даже на половин милион) местни жители, най-вече еврейски и ирландски групи и активисти на леви организации (социалисти, комунисти, троцкисти и анархисти). По улиците на Ист Енд са построени няколко барикади.
Въпреки опитите на 10 000 полицейски служители (в това число 4000 полицаи на коне) да разчистят пътя на официално одобреното шествие под формата на манифестация на британските фашисти и националсоциалисти, като пробият барикадите с цел да позволят на манифестантите да преминат, това не се случва. Ръководителите на шествието-манифестация съзират опит за саботаж у органите на реда и, след като отговарящият за шествието комисар Филип Гейм издава разпореждане за прекратяването му, се разразява улична схватка между десни и леви привърженици. Лондонската полиция (умишлено или не) не успява да овладее ескалиращата ситуация откъм провокации и от двете страни и се оттегля от разразилото се меле, известно като битката на Кабелната улица.
Случаят е умело използван от либералната и лявата преса в Англия, с чиято помощ британските специални и тайни служби настройват общественото мнение срещу британските фашисти и националсоциалисти с оглед запазване на статуквото по Версайската система от договори, от която най-облагодетелствана е Британската империя. В крайна сметка инцидентът е използван като повод за приемане от английския парламент на Закон за обществения ред, който силно ограничава възможностите за влияние сред обществото на Съюза на британските фашисти и националсоциалисти, а през 1940 г. след идването на власт на правителство начело с Уинстън Чърчил, дейността на съюза е забранена, а ръководителите му са интернирани.